# Teresa Graves
Teresa Graves, née le 10 janvier 1948 à Houston et morte le 10 octobre 2002 à Los Angeles, est une actrice américaine.

## Biographie
Née à Houston au Texas, Teresa Graves commença sa carrière comme chanteuse avec The Doodletown Pipers (en). Elle est devenue rapidement actrice et participa régulièrement à deux productions Flops Our Place (1967) et "Turn On" (1969). Elle a participé régulièrement au Rowan & Martin's Laugh-In lors de la troisième saison.
Terera Graves est apparue dans quelques films avant son rôle principal dans la série télévisée Christie Love diffusée à partir de 1974. Elle reprenait le rôle d'un enquêteur de police en compagnie des acteurs Charles Cioffi et Jack Kelly.
Teresa Graves fut baptisée en tant que membre de la religion des Témoins de Jéhovah en 1974, et immédiatement elle entreprit d'utiliser sa célébrité pour dénoncer internationalement la persécution des Témoins de Jéhovah au Malawi sous le régime dictatorial de Hastings Kamuzu Banda. En 1983, elle se retire du show business pour se consacrer plus pleinement à sa religion. Pour le restant de sa vie, Teresa Graves demeura dans le quartier de Hyde Park à Los Angeles en Californie et prit soin de sa mère.
Le 10 octobre 2002, un incendie causé vraisemblablement par un appareil de chauffage d'appoint défectueux s'est déclaré dans sa résidence. Elle fut retrouvée inconsciente dans sa chambre à coucher et transportée d'urgence à l'hôpital et son décès fut constaté un peu plus tard. Sa mère était hospitalisée au moment de l'incendie après avoir subi un accident vasculaire cérébral.

## Filmographie
- 1969 : Turn-On (série TV) : Regular (1969)
- 1971 : The Funny Side (série TV) : Minority Wife
- 1972 : Keeping Up with the Joneses (téléfilm)
- 1973 : Opération Hong Kong (en) (That Man Bolt) : Samantha Nightingale
- 1974 : Vampira : Countess Vampira
- 1974 : Get Christie Love! (TV) : Christie Love
- 1974 : Black Eye de Jack Arnold : Cynthia
- 1974 : Get Christie Love (série TV) : Christie Love